# Kambodzsa az 1956. évi nyári olimpiai játékokon
Kambodzsa az ausztráliai Melbourne-ben és a svédországi Stockholmban megrendezett 1956. évi nyári olimpiai játékok egyik részt vevő nemzete volt. Az országot az olimpián 1 sportágban 2 sportoló képviselte, akik érmet nem szereztek. Kambodzsa első alkalommal vett részt az olimpiai játékokon.
Kambodzsa (Spanyolországgal, Svájccal és Hollandiával együtt) hivatalosan bojkottálta az 1956-os olimpiát a Szovjetunió részvétele miatt, amely nem sokkal korábban megszállta Magyarországot. A lovas versenyszámokat viszont öt hónappal az olimpiai hivatalos időtartama előtt rendezték meg Svédországban, így ott részt vett két kambodzsai lovas.

## Lovaglás
megjegyzés: A lovas versenyszámokat a svédországi Stockholmban rendezték meg a szigorú ausztrál állat-egészségügyi szabályok miatt.
Díjugratás
| Versenyző    | Ló          | Versenyszám | 1. forduló | 1. forduló | 2. forduló       | 2. forduló       | Összesen    | Összesen    |
| Versenyző    | Ló          | Versenyszám | Pont       | Hely.      | Pont             | Hely.            | Pont        | Helyezés    |
| ------------ | ----------- | ----------- | ---------- | ---------- | ---------------- | ---------------- | ----------- | ----------- |
| Isoup Ganthy | Flatteur II | Egyéni      | 108,50     | =49.       | nem állt rajthoz | nem állt rajthoz | helyezetlen | helyezetlen |
| Saing Pen    | Pompon      | Egyéni      | 108,50     | =49.       | nem állt rajthoz | nem állt rajthoz | helyezetlen | helyezetlen |